# ألين فوستر
ألين فوستر (بالإنجليزية: Allen Foster)‏ هو لاعب كرة قدم بريطاني (وحمل سابقاً جنسية المملكة المتحدة لبريطانيا العظمى وأيرلندا) في مركز مهاجم داخلي، ولد في 1887 في المملكة المتحدة، وتوفي في 8 أغسطس 1916. لعب مع نادي بريستول سيتي ونادي ريدنغ.